# Ампфльванг-им-Хаусрукквальд
Ампфльванг-им-Хаусрукквальд (нем. Ampflwang im Hausruckwald) — ярмарочная община (нем. Marktgemeinde) в Австрии, в федеральной земле Верхняя Австрия.
Входит в состав округа Фёклабрукк. Население составляет 3539 человек (на 31 декабря 2005 года). Занимает площадь 21 км². Официальный код — 41701.

## Фотографии
- Церковь

## Политическая ситуация
Бургомистр общины — Роземари Шёнпас (СДПА) по результатам выборов 2003 года.
Совет представителей общины (нем. Gemeinderat) состоит из 25 мест.
- СДПА занимает 18 мест.
- АНП занимает 6 мест.
- АПС занимает 1 место.